# Jean-Pierre Gury
Jean-Pierre Gury [ejtsd: güri] (Mailleroncourt-Saint-Pancras (Franche-Comté), 1801. január 23. – Mercœur, 1866. április 18.) francia morálteológus.

## Életrajza
1824-ben belépett a jezsuita rendbe, 1833-ban erkölcstantanár lett a vals-i (Le Puy-en-Velay mellett) jezsuita kollégiumban, 1847-ben a Collegium romanumban Rómában, de a forradalom itt már a következő évben visszatért Vals-ba. 1850-ben kiadta Compendium theologiae moralis című kétkötetes művét, mely Liguori Szent Alfonz után a probabilizmusra alapszik és számos kiadást ért meg. Ezt később Antonio Ballerini jegyzetekkel gazdagította. Ennek kiegészítését képezi Casus concientiae című műve (1864), mely számos lelkiismereti esetnek megfejtését tartalmazza az erkölcstan minden ágából. Ez is sok kiadást ért, a gyóntatók gyakran forgatták.